# Walter Joseph Bock
Pour les articles homonymes, voir Bock.
Ne doit pas être confondu avec Walter Bock (1895-1948), chimiste allemand
Walter Joseph Bock, né le 20 novembre 1933 et mort le 27 janvier 2022, est un biologiste et ornithologue américain. Bock est professeur de biologie évolutive à l'Université de Columbia de 1973 jusqu'à sa retraite.

## Biographie
Walter J. Bock est né dans le Queens, à New York, de Paul et Anne Bock née Kalsch qui ont émigré aux États-Unis depuis Pfalz près de Kaiserslautern (Allemagne). Après l'école primaire, il rejoint le Brooklyn Technical High School. Pendant ses années de lycée, il fait du bénévolat au Musée américain d'histoire naturelle où il est influencé par l'ornithologue Dean Amadon. Il obtient un Bachelor of Science de l'université Cornell en 1955, un Master of Arts de Harvard en 1957 et un doctorat de Harvard en 1959 sous la direction d'Ernst Mayr. Sa thèse porte sur le processus palatin du prémaxillaire des Passeri. Après une bourse postdoctorale à l'université Goethe de Francfort avec Dietrich Starck, il devient professeur assistant à l'université de l'Illinois à Urbana-Champaign en 1961. En 1965, il s'installe à l'université Columbia et devient professeur en 1973. Son laboratoire, qui produit onze doctorants, travaille principalement sur l'évolution et la morphologie. Il publie plus de 300 articles sur l'évolution aviaire, la systématique et la philosophie de la biologie,,,.
Bock est secrétaire permanent du Comité ornithologique international à partir de 1986 et participe activement à la promotion de la collaboration internationale dans le domaine de l'ornithologie,. Il promeut également plus de diversité dans le domaine scientifique et encourage les femmes, les personnes timides ou homosexuelles à participer aux recherches scientifiques.
En 2001, il est victime d'une dissection aortique et se retire du Comité ornithologique international en 2004. Il meurt le 27 janvier 2022.

### Vie privée
Walter J. Bock était marié et a eu trois enfants.

## Récompense
Bock reçoit la médaille Elliott-Coues de la Société ornithologique américaine en 1975.